# Historiographie en Macédoine du Nord
 (septembre 2021).
La mise en forme du texte ne suit pas les recommandations de Wikipédia : il faut le « wikifier ».
Les points d'amélioration suivants sont les cas les plus fréquents :
- Les titres sont pré-formatés par le logiciel. Ils ne sont ni en capitales, ni en gras.
- Le texte ne doit pas être écrit en capitales (les noms de famille non plus), ni en gras, ni en italique, ni en « petit »…
- Le gras n'est utilisé que pour surligner le titre de l'article dans l'introduction, une seule fois.
- L'italique est rarement utilisé : mots en langue étrangère, titres d'œuvres, noms de bateaux, etc.
- Les citations ne sont pas en italique mais en corps de texte normal. Elles sont entourées par des guillemets français : « et ».
- Les listes à puces sont à éviter, des paragraphes rédigés étant largement préférés. Les tableaux sont à réserver à la présentation de données structurées (résultats, etc.).
- Les appels de note de bas de page (petits chiffres en exposant, introduits par l'outil «  Source ») sont à placer entre la fin de phrase et le point final[comme ça].
- Les liens internes (vers d'autres articles de Wikipédia) sont à choisir avec parcimonie. Créez des liens vers des articles approfondissant le sujet. Les termes génériques sans rapport avec le sujet sont à éviter, ainsi que les répétitions de liens vers un même terme.
- Les liens externes sont à placer uniquement dans une section « Liens externes », à la fin de l'article. Ces liens sont à choisir avec parcimonie suivant les règles définies. Si un lien sert de source à l'article, son insertion dans le texte est à faire par les notes de bas de page.
- La présentation des références doit suivre les conventions bibliographiques. Il est recommandé d'utiliser les modèles {{Ouvrage}}, {{Chapitre}}, {{Article}}, {{Lien web}} et/ou {{Bibliographie}}. Le mode d'édition visuel peut mettre en forme automatiquement les références.
- Insérer une infobox (cadre d'informations à droite) n'est pas obligatoire pour parachever la mise en page.

Pour une aide détaillée, merci de consulter Aide:Wikification.
Si vous pensez que ces points ont été résolus, vous pouvez retirer ce bandeau et améliorer la mise en forme d'un autre article.
 (septembre 2021).
Le contenu est difficilement compréhensible vu les erreurs de traduction, qui sont peut-être dues à l'utilisation d'un logiciel de traduction automatique.

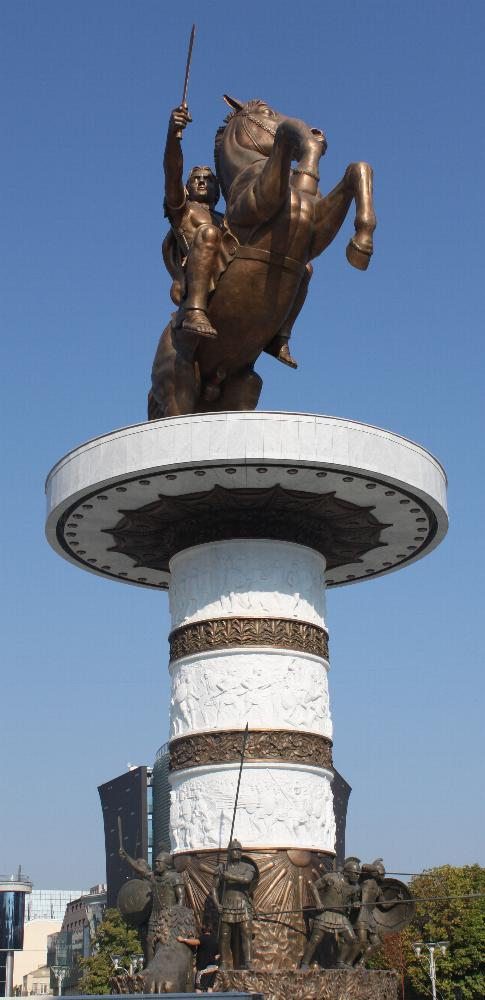
Monument d'Alexandre le Grand ("Guerrier à cheval") à Skopje. Historiquement, la ville était la capitale du royaume de Dardanian et n'a jamais fait partie de l'ancienne Macédoine.

L'historiographie en Macédoine du Nord est la méthodologie des études historiques utilisées par les historiens de ce pays. Il s'est développé depuis 1945 lorsque la RS de Macédoine est devenue une partie de la Yougoslavie. Selon Stefan Troebst, il a conservé presque le même programme que l'historiographie marxiste de l'époque de la République fédérative socialiste de Yougoslavie. La génération d'historiens macédoniens étroitement liés à la période yougoslave qui a travaillé sur les mythes nationaux réels de cette époque est toujours chargée des institutions. En fait, dans le domaine de l'historiographie, le communisme yougoslave et le nationalisme macédonien sont étroitement liés. Selon Ulf Brunnbauer, l'historiographie macédonienne moderne est hautement politisée, car le processus d'édification de la nation macédonienne est toujours en cours de développement. Les approches divergentes sont découragées et les personnes qui expriment des points de vue alternatifs risquent des limitations économiques, l'échec de la carrière universitaire et la stigmatisation en tant que « traîtres nationaux ». Troebst écrivait déjà en 1983 que la recherche historique en RS Macédoine n'était pas une fin humaniste et civilisatrice en soi, mais concernait une action politique directe. Aucun cas de dépendance réciproque de l'historiographie et de la politique n'a été observé dans l'Europe moderne.
Bien que les Macédoniens ethniques n'apparaissent pas dans les sources primaires avant 1870, l'histoire médiévale est extrêmement importante pour les traditions du nationalisme macédonien moderne. Les historiens macédoniens ont fabriqué après 1960 le mythe selon lequel Samuel de Bulgarie était macédonien de nationalité. De plus, après 2010, un projet de construction nationale a été promu pour imposer l'idée trompeuse que la nation macédonienne était la plus ancienne des Balkans, avec une continuité ininterrompue de l'Antiquité aux temps modernes. Certains universitaires nationaux et étrangers ont critiqué ce programme d'une historiographie négationniste, dont le but est d'affirmer l'existence continue d'une nation macédonienne distincte à travers l'histoire. Cette vision du monde controversée est ahistorique, car elle projette les distinctions ethniques modernes dans le passé. Une telle lecture ethnocentrique améliorée de l'histoire contribue à la distorsion de l'identité nationale macédonienne et dégrade l'histoire en tant que discipline universitaire. Sous de telles historiographies, des générations d'étudiants ont été éduquées en pseudo-histoire.

## Histoire

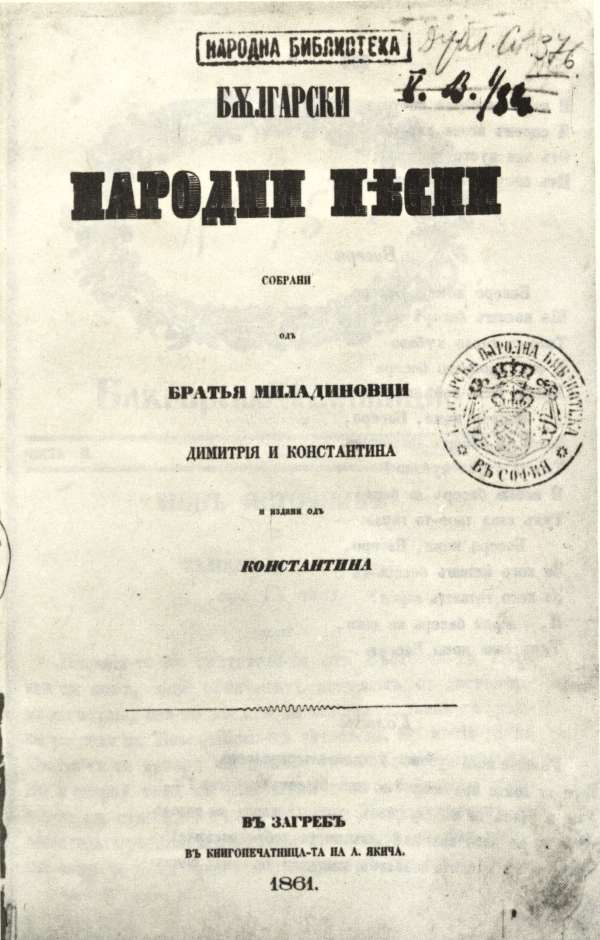
Couverture des chansons folkloriques bulgares recueillies par les frères Miladinov et publiées en 1861. Au début des années 2000, les archives d'État macédoniennes affichaient une photocopie du livre, mais la partie supérieure montrant le mot « bulgare » était coupé.

En 1892, Georgi Pulevski, le premier militant national macédonien, achève une « Histoire générale des Slaves macédoniens », mais sa connaissance de l'histoire est très modeste. Cependant, le récit historique macédonien contemporain est enraciné dans les groupes communistes actifs pendant l'entre-deux-guerres, en particulier dans les années 1930, lorsque le Komintern a publié une résolution spéciale en leur faveur. Selon eux, la nation macédonienne s'est forgée par une diérenciation de la nation bulgare précédente. Le réveil macédonien au XIXe siècle a eu lieu dans le cadre du renouveau national bulgare, mais a réussi à évoluer séparément au début du XXe siècle. L'un d'eux, Vasil Ivanovski, a déclaré pour la première fois que de nombreux personnages historiques bulgares étaient de souche macédonienne, mais ne déclare aucun personnage historique serbes (par exemple, le roi serbe Stefan Dusan, qui a situé ses capitales en Macédoine géographique - Skopje et Seres) ou grecs (au lieu de cela, il a déclaré que l'ancienne Macédoine était un "État illyrien") en tant que tel, nie la présence uniquement de Bulgares de souche dans le district, ainsi que ceux de la périphérie occidentale qui appartenaient à la Bulgarie depuis sa libération jusqu'à la fin de la Première Guerre mondiale, dont l'origine est reconnue par la Yougoslavie communiste. Ce n'est qu'après la Seconde Guerre mondiale, cependant, que ces écrits ont été largement appréciés, car avant l'établissement de la Yougoslavie communiste, l'existence d'une nation macédonienne distincte n'était toujours pas reconnue.
a glorification du mouvement partisan yougoslave devient l'une des principales composantes de la propagande politique yougoslave d'après-guerre. En conséquence, le chef de la nouvelle République socialiste de Macédoine - Lazar Koliševski, a d'abord proclamé que son histoire avait commencé avec le début de la lutte communiste pendant la Seconde Guerre mondiale, tandis que les événements et les organisations du début du XXe siècle comme le soulèvement d'Ilinden et le IMRO n'étaient que de simples conspirations bulgares,. Sur les instructions politiques directes de Belgrade, ces études historiques ont été développées. La nouvelle historiographie macédonienne tenait, comme principe central, que l'histoire macédonienne était distinctement différente de celle de la Bulgarie . Son objectif principal était de créer une conscience nationale macédonienne distincte, avec une tendance « anti-bulgare » ou « débulgarisante », et de rompre tout lien avec la Bulgarie. Cette conscience slave distincte inspirerait l'identification avec la Yougoslavie.

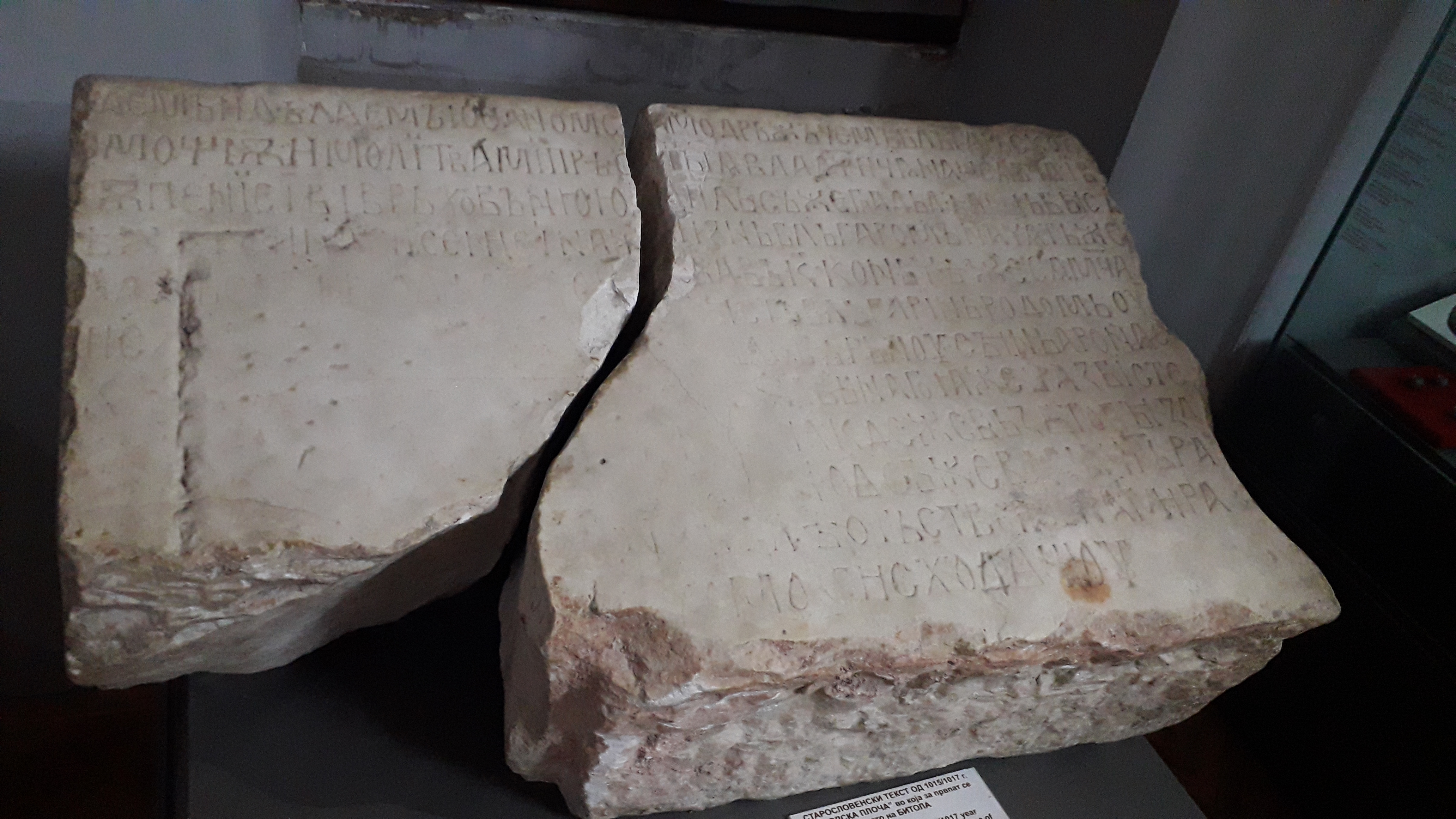
L'inscription Bitola de 1016/1017. Exposé à l'origine dans le musée local, il a été mis sous clé lorsque les scientifiques bulgares ont pris connaissance de son contenu, confirmant que les Cometopuli considéraient leur État bulgare.

La première institution scientifique nationale dans ce domaine - l'Institut d'histoire nationale de la république fédérée a été créé en 1948. Le récit historiographique des deux premières décennies qui ont suivi a été étendu au début du XIXe siècle, au cours duquel, comme on le croyait alors, c'était le début de l'histoire du peuple macédonien. Cependant, les personnalités de la région incluses dans le nouveau récit ont également joué un rôle important dans le renouveau national bulgare . Ce problème a été résolu par le système communiste avec la censure, le contrôle des informations historiques et les manipulations. De nombreux militants de premier plan aux sentiments pro-bulgares du XIXe et du début du XXe siècle ont été décrits comme des Macédoniens (ethniques). En raison du fait que dans de nombreux documents de cette période, la population slave locale n'est pas appelée « macédonienne » mais « bulgare », les historiens macédoniens soutiennent qu'elle était macédonienne, indépendamment de ce qui est écrit dans les archives. Ils ont également affirmé que "bulgare" à cette époque était un terme qui n'était lié à aucune origine ethnique, mais était utilisé comme synonyme de "slave", "chrétien" ou "paysan".

## Post-indépendance

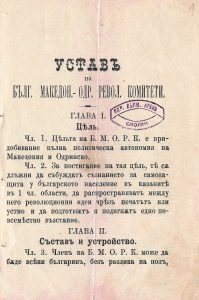
Le statut des Comités révolutionnaires bulgares macédoniens-adrianoples au tournant du XXe siècle (plus tard IMARO/IMRO). Son adhésion n'était alors restreinte qu'aux Bulgares. Pour cette raison, la plupart des historiens macédoniens modernes rejettent son authenticité.

La situation n'a pas changé de manière significative après l'indépendance de la république de Macédoine à la fin du XXe siècle. L'historiographie n'a pas beaucoup révisé le passé yougoslave, car presque tous ses mythes historiques ont été construits pendant l'ère communiste. La réticence à une réévaluation approfondie de l'historiographie communiste yougoslave était principalement due au fait que la nation, l'État et la langue mêmes macédoniens étaient le résultat des politiques communistes yougoslaves, où cette historiographie avait joué un rôle crucial. Pour l'establishment politique local dominant, une attitude contre la Yougoslavie communiste est considérée comme anti-macédonienne. Aujourd'hui, le lien entre l'identité macédonienne et l'activité des partisans yougoslaves pendant la Seconde Guerre mondiale a été si profondément enraciné dans la société, qu'il semble y avoir un consensus parmi les historiens là-bas, que toute révision de ce mythe historique communiste est inimaginable.

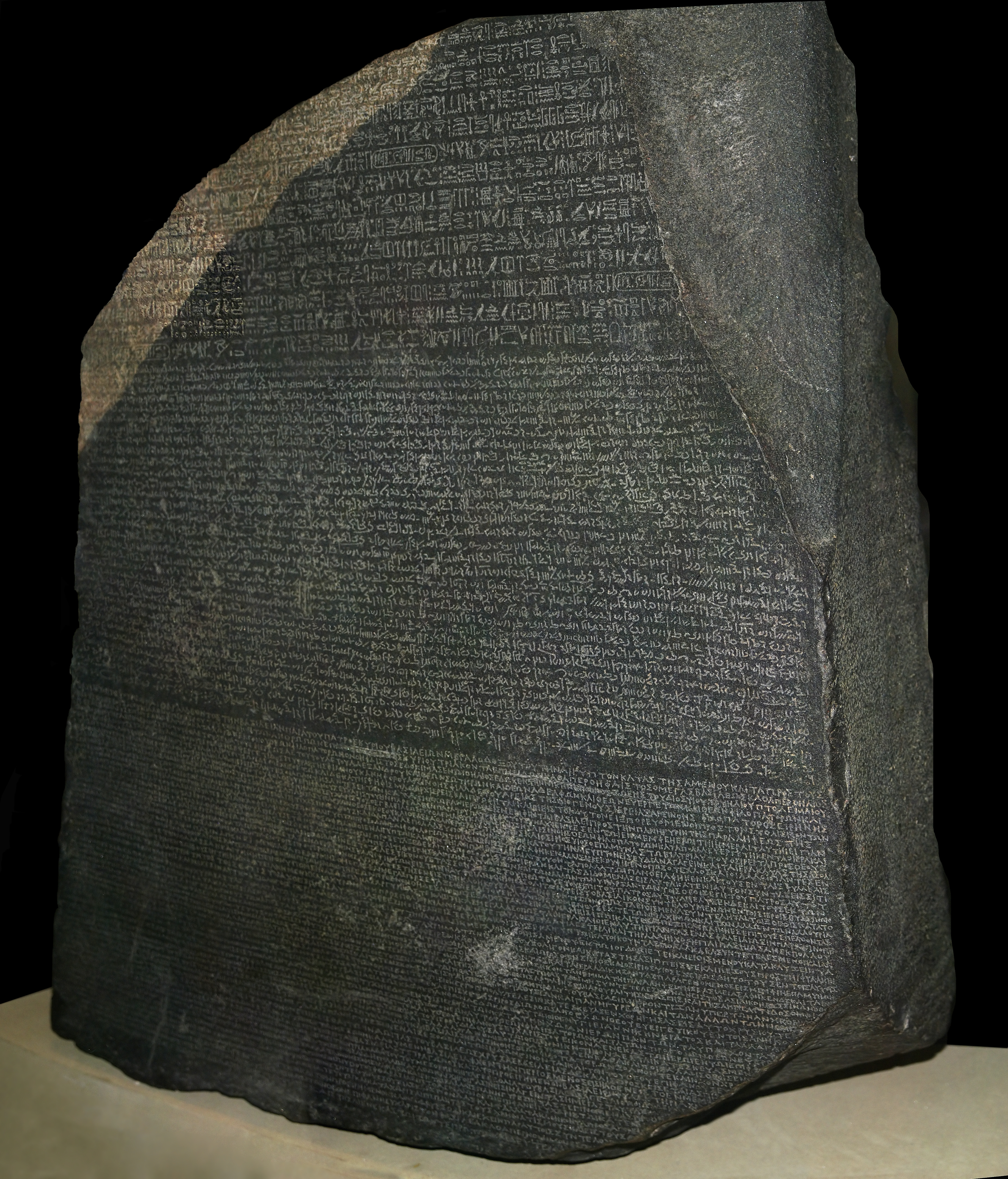
La pierre de Rosette, datée de 196 av. Au cours des années 2000, l'Académie macédonienne des sciences et des arts a promu l'idée que l'écriture " égyptien démotique " était écrite dans une langue slave proche du macédonien moderne et que c'était la langue des anciens Macédoniens,.

L'historiographie macédonienne est devenue importante au début du XXIe siècle face à une réévaluation incertaine du passé yougoslave et à une articulation malaisée d'un nouveau récit anticommuniste. Il a cherché un nouvel horizon derrière le symbolisme mythologique de l'ancienne Macédoine . À cette fin, les frontières de l'ancien État ont été étendues vers le nord, bien au-delà de son étendue historique réelle. Selon ce nouveau récit, la plupart des réalisations culturelles des anciens Macédoniens étaient en réalité macédoniennes (ethniques) et, par conséquent, le vrai nom de l'hellénisme serait le macédonisme. Ce nouveau courant historique, appelé antiquisation, a fait de la nationalité macédonienne une vieillesse de mille ans. De ce point de vue, les anciens Macédoniens n'étaient pas des peuples de la Grèce antique et une existence distincte des anciens Macédoniens au début du Moyen Âge est maintenue, 800 ans après la chute de leur royaume, ainsi que leur mélange dans l'Empire byzantin avec les premiers colons slaves arrivant dans la fin du VIe siècle.
En 2009, la première encyclopédie macédonienne a été publiée par l'Académie macédonienne des sciences et des arts . La publication de l'encyclopédie a suscité des protestations internationales et internes en raison de son contenu et ses auteurs ont fait l'objet de sévères critiques. Même certains universitaires macédoniens ont critiqué le livre comme étant préparé à la hâte et politiquement motivé. Bientôt la scandaleuse encyclopédie fut retirée des librairies. En 2008, l'historien canadien macédonien Andrew Rossos a publié le premier aperçu professionnel en anglais de l'histoire de la Macédoine. Cependant, Stefan Troebst suggère que son récit est suffisamment affecté par les points de vue de la R. Macédoine et représente donc les derniers développements de l'historiographie macédonienne telle qu'elle est vue à Skopje.

## Vues alternatives
Après la chute du communisme, les révisionnistes historiques de la république de Macédoine ont remis en cause le récit établi en Yougoslavie communiste. Des gens comme Ivan Mikulčić, Zoran Todorovski et Slavko Milosavlevski ont tenté de s'opposer ouvertement aux mythes historiques populaires en république de Macédoine. Mikulčić, par exemple, a prouvé par des preuves archéologiques qu'il n'y avait pas d'anciens Macédoniens lorsque les premiers Slaves sont arrivés en Macédoine. Il a également trouvé plusieurs colonies bulgares sur le territoire de la république moderne et a fait valoir que les Slaves de Macédoine ont adopté les Bulgares ethnonymes au IXe siècle. Todorovski a fait valoir que tous les révolutionnaires macédoniens du début du XXe siècle et au-delà se sont identifiés comme Bulgares. Milosavlevski a contesté le mythe de l'importance du mouvement de résistance partisane communiste contre les « occupants fascistes » bulgares pendant la Seconde Guerre mondiale . Aujourd'hui, il existe également des opinions révisionnistes en Macédoine du Nord, le conflit pendant la Seconde Guerre mondiale n'était qu'une guerre civile. De telles études sont devenues la seule exception à la nouvelle historiographie macédonienne, la plupart des historiens restant fidèles à l'élite politique, écrivant des publications s'appropriant la partie hellénistique du passé macédonien, l'empire bulgare médiéval et la renaissance nationale bulgare de la période ottomane.

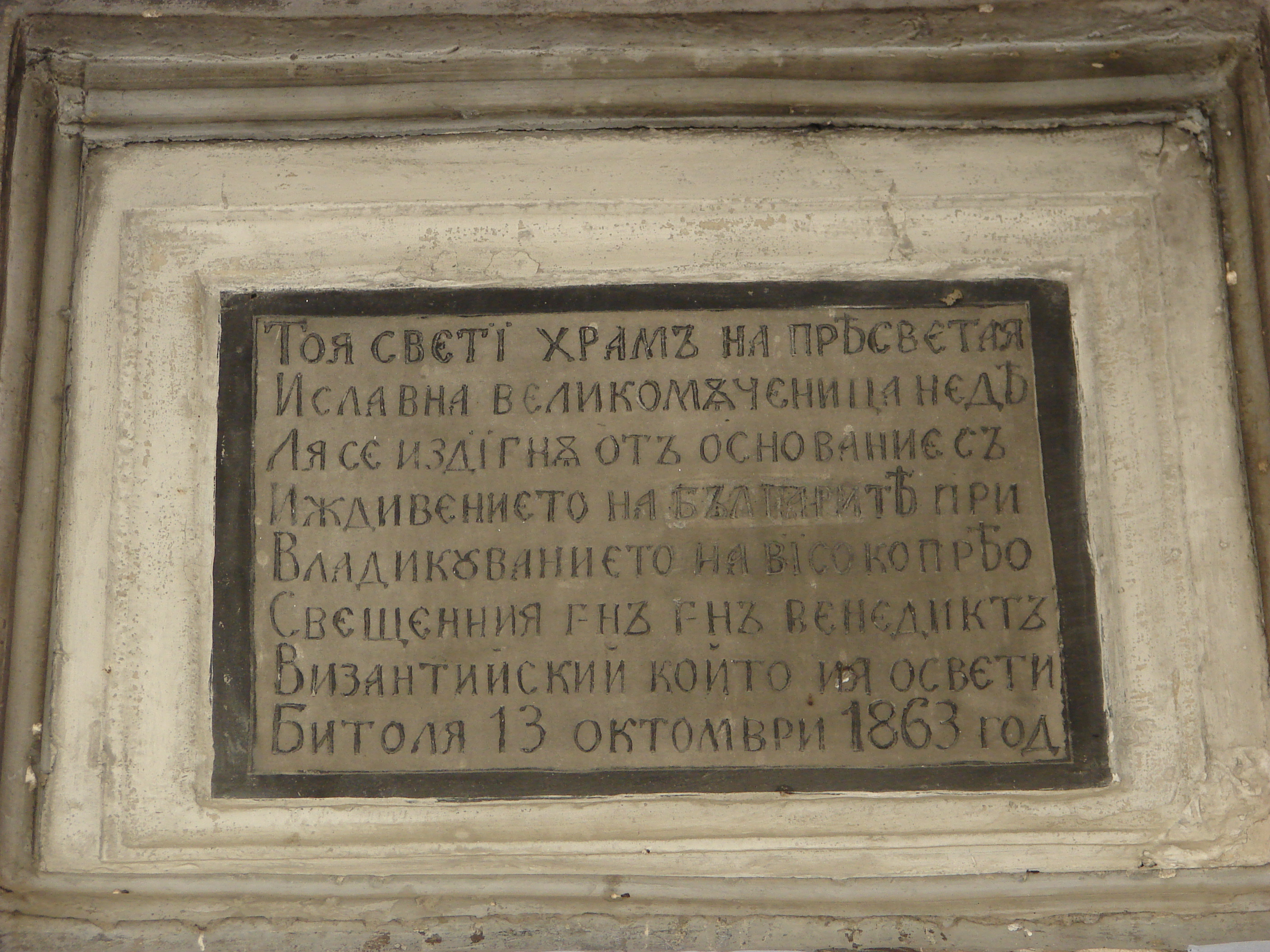
Plaque sur l'église Sveta Nedela à Bitola. L'inscription dit : Cette sainte église a été érigée avec la contribution des Bulgares à Bitola le 13 octobre 1863. La partie de l'inscription qui dit " Bulgares " a été effacée.

Cette politique de revendication du passé ethnique macédonien à l'époque antique, médiévale et ottomane est critiquée par d'autres universitaires et politiciens du pays lui-même, tels que Denko Maleski, Miroslav Grčev, Ljubcho Georgievski et d'autres. Cela démontre la faiblesse de l'archéologie et de l'historiographie, ainsi qu'une sorte de marginalisation ethnique. Ces intellectuels de l'élite macédonienne admettent que la nation macédonienne distincte est un phénomène récent qui s'est développé dans les années autour de la Seconde Guerre mondiale. De tels points de vue sont répandus parmi les citoyens bien éduqués qui recherchent la résolution scientifique du processus d'édification de la nation. Bien que des parties importantes de l'establishment dirigeant s'opposent fermement à l'articulation de telles opinions, certains membres éminents de l'élite révèlent leurs opinions rationnelles. Selon le réalisateur Darko Mitrevski, si les Macédoniens n'acceptent pas leur véritable histoire, ils seront une nation aux complexes historiques. Ils resteront à couteaux tirés avec leurs voisins s'ils continuent à construire une histoire fictive de la mousse de polystyrène. Selon lui, une telle nation n'a pas besoin d'histoire, mais de psychiatrie.

## Études historiographiques étrangères

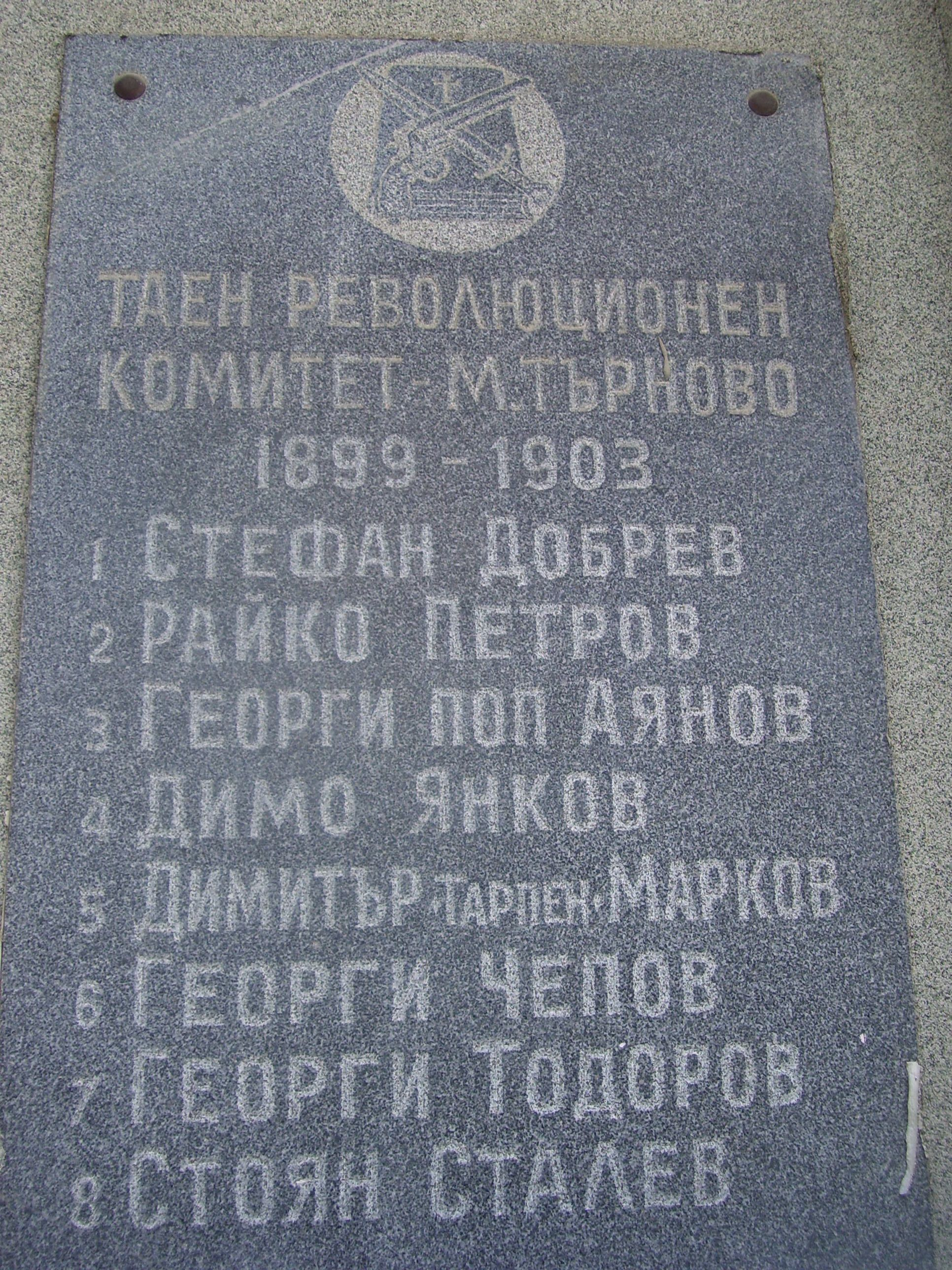
Plaque commémorative des participants au soulèvement d'Ilinden à Malko Tarnovo. Dans la liste figurent également les noms des révolutionnaires nés en Macédoine ottomane. Cette partie du soulèvement, parce qu'elle s'est déroulée sur le territoire de l'actuelle Bulgarie orientale, est niée par les historiens de Macédoine du Nord.

L'historiographie européenne dominante soutient que l'idée d'une nation macédonienne distincte a été développée principalement pendant la Seconde Guerre mondiale et a été adoptée en masse immédiatement après. Selon Carsten Wieland, Stefan Troebst considère la construction de la nation macédonienne comme un exemple idéal de la théorie du nationalisme de Gellner. Depuis la création de la Macédoine yougoslave, cela s'est réalisé immédiatement. Que dans l'Antiquité les anciens Macédoniens aient été à l'origine une tribu grecque ou non est finalement une question redondante selon le professeur d'anthropologie Loring Danforth. John Van Antwerp Fine déclare que tout au long du Moyen Âge et de l'ère ottomane, les Bulgares et les Macédoniens modernes constituaient un seul peuple.
Selon Bernard Lory, la divergence ethnique entre Bulgares et Macédoniens s'est produite principalement dans la première moitié du XXe siècle.
Alexander Maxwell soutient qu'à peine au milieu de ce siècle, les Macédoniens ont commencé à considérer les loyautés macédoniennes et bulgares comme s'excluant mutuellement. Selon l'historien Eugène N. Borza, les Macédoniens, peuple récemment émergent et sans histoire, sont à la recherche de leur passé. Cette recherche est une tentative pour aider à légitimer leur présent incertain, survivant dans le désordre de la politique balkanique. Anthropologue Ivaylo Dichev allégations selon lesquelles l'historiographie macédonienne a la tâche impossible de combler les écarts énormes entre l'ancien royaume de Macédoine qui se sont effondrés au IIe siècle av. J.-C., l'état du Xe XIe siècle des Cometopuli et la Macédoine yougoslave, établi au milieu du XXe siècle.
Malgré les mythes de pureté et de continuité nationales qui ont fini par dominer l'historiographie officielle macédonienne, ce qui n'est pas inhabituel pour la région des Balkans, Ipek Yosmaoglu affirme qu'il n'y a pas grand-chose à gagner à rechercher une lignée nationale macédonienne, car la nation macédonienne a été façonnée principalement dans les décennies qui ont suivi la Seconde Guerre mondiale.

## Développements récents

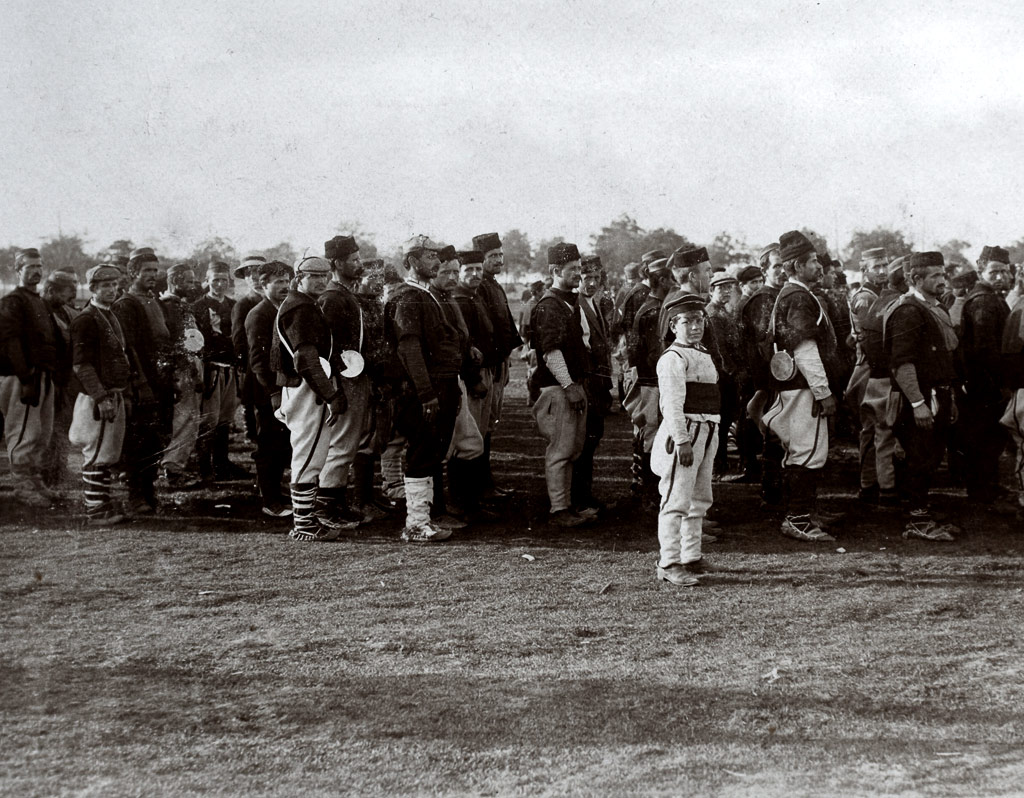
Volontaires en attente de rejoindre le Corps des volontaires macédoniens-adrianopolitains de l'armée bulgare en 1912. Selon les historiens macédoniens, ils ont été mobilisés de force.

Des enquêtes sur les effets du projet controversé d'édification de la nation Skopje 2014 et sur les perceptions de la population de Skopje ont révélé un degré élevé d'incertitude quant à l'identité nationale de cette dernière. Un sondage national supplémentaire a montré qu'il y avait un grand écart entre le sentiment de la population et le discours que l'État cherchait à promouvoir. Selon FAK Yasamee, la Macédoine est un exemple frappant de la mutabilité de l'identité nationale.
Récemment, l'élite politique macédonienne semble intéressée par un débat sur le récit historique national avec la Bulgarie et la Grèce. En ce qui concerne le récit macédonien, les historiographies grecques et bulgares ont remis en question la base factuelle de l'historiographie macédonienne, car elle a été construite pour entrer en conflit avec les deux premières. Selon Michael R. Palairet dans le différend à trois sur la Macédoine, le point de vue bulgare est plus proche de la réalité objective de l'histoire que le point de vue grec ou macédonien, mais la version historiographique macédonienne viole le sens commun et le dossier historique bien plus que le Grecs ou Bulgares.

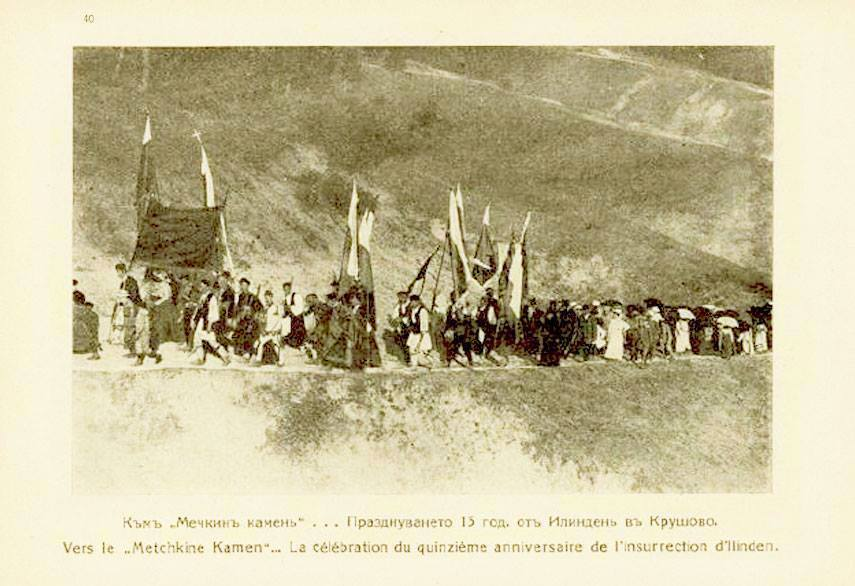
Procession pendant la Première Guerre mondiale organisée par l'IMRO à Kruševo, marquant l'anniversaire du soulèvement d'Ilinden. Selon les historiens macédoniens, les habitants ont ensuite souffert sous l'occupation bulgare.

Les gouvernements de Bulgarie et de Macédoine ont signé un traité d'amitié pour renforcer les relations compliquées entre les deux États des Balkans en août 2017. Sur son terrain, une commission mixte sur les questions historiques et éducatives a été constituée en 2018. Cette commission intergouvernementale est un forum où des questions historiques controversées seront soulevées et discutées, pour résoudre les lectures problématiques de l'histoire. En juin 2018, la Grèce et la Macédoine ont également signé un accord pour mettre fin à leurs longs différends, ce qui a conduit la Macédoine à être rebaptisée Macédoine du Nord en février 2019. Il prévoit également la création d'une commission similaire à celle du traité signé avec la Bulgarie . Dans une interview donnée en 2019, le coprésident de la commission historique conjointe avec la Bulgarie du côté macédonien - prof. Dragi Georgiev, a fait appel qu'il faut reconnaître, il y a eu un faux du côté macédonien. Ainsi, au lieu de « bulgare » comme dans les artefacts originaux, dans les manuels macédoniens était écrit « macédonien ». Selon lui, pendant de nombreuses années, l'historiographie en Macédoine du Nord a été fonction du processus de construction de la nation.
Cependant, avec la montée du nationalisme dans les trois pays, il y a encore des érudits grecs et bulgares qui prétendent qu'une nation macédonienne n'existait pas avant le milieu du XXe siècle et ne pouvait donc pas exister à l'heure actuelle. Pendant ce temps, à Skopje, on craint de plus en plus que les négociations avec les voisins du pays sur son histoire ne mettent en péril le gouvernement macédonien ou même ne conduisent à des violences et à des affrontements internes. Début octobre 2019, la Bulgarie a posé de nombreuses conditions difficiles pour les progrès de la Macédoine du Nord dans l'UE. Le gouvernement bulgare a accepté une ultime "position-cadre", dans laquelle il a averti que la Bulgarie ne permettrait pas que l'intégration européenne de la Macédoine du Nord s'accompagne d'une légitimation européenne d'une idéologie anti-bulgare, parrainée par les autorités de Skopje. Dans la liste se trouvent plus de 20 demandes et un calendrier pour les satisfaire, pendant le processus des négociations d'adhésion de la Macédoine du Nord. Il affirme que la réécriture de l'histoire d'une partie du peuple bulgare après 1944 était l'un des piliers de l'agenda bulgarophobe du communisme yougoslave d'alors. L'Assemblée nationale bulgare a voté le 10 octobre et a approuvé cette "position-cadre" proposée par le gouvernement sur l'adhésion de la Macédoine du Nord à l'UE.
Le 17 novembre 2020, la Bulgarie a bloqué le début officiel des négociations d'adhésion avec la Macédoine du Nord. L'une des principales raisons avancées par la partie bulgare à propos de cette décision était un « processus de construction nationale en cours » basé sur le négationnisme historique de l'identité, de la culture et de l'héritage bulgares dans la région élargie de Macédoine. En conséquence, dans une interview accordée aux médias bulgares en novembre 2020, le Premier ministre macédonien Zoran Zaev a reconnu de nombreux faits historiques qui ont été modifiés et cachés pendant des décennies aux Macédoniens. Les Macédoniens ont été choqués par les révélations et une vague de nationalisme hystérique s'est ensuivie à Skopje ainsi que des protestations exigeant la démission de Zaev. Selon l'avis de l'ancien Premier ministre macédonien Ljubčo Georgievski, ces réactions sont le résultat de l'ignorance, de l'hypocrisie ou de la politique.

## Galerie

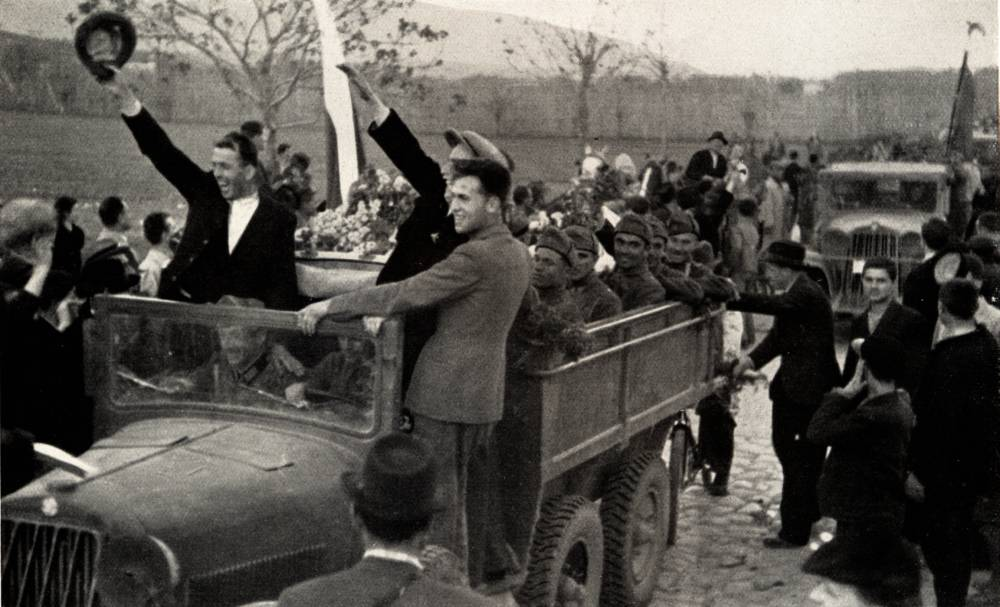
Invasion bulgare à Vardar Banovina, avril 1941. Les Bulgares ont été accueillis en libérateurs[Cit. 3].The local communists then joined the BCP and refused any military actions against the Bulgarians. After the war, the Yugoslav communist historiography did a lot to equate the term Bulgarian with "fascist occupier"[21].
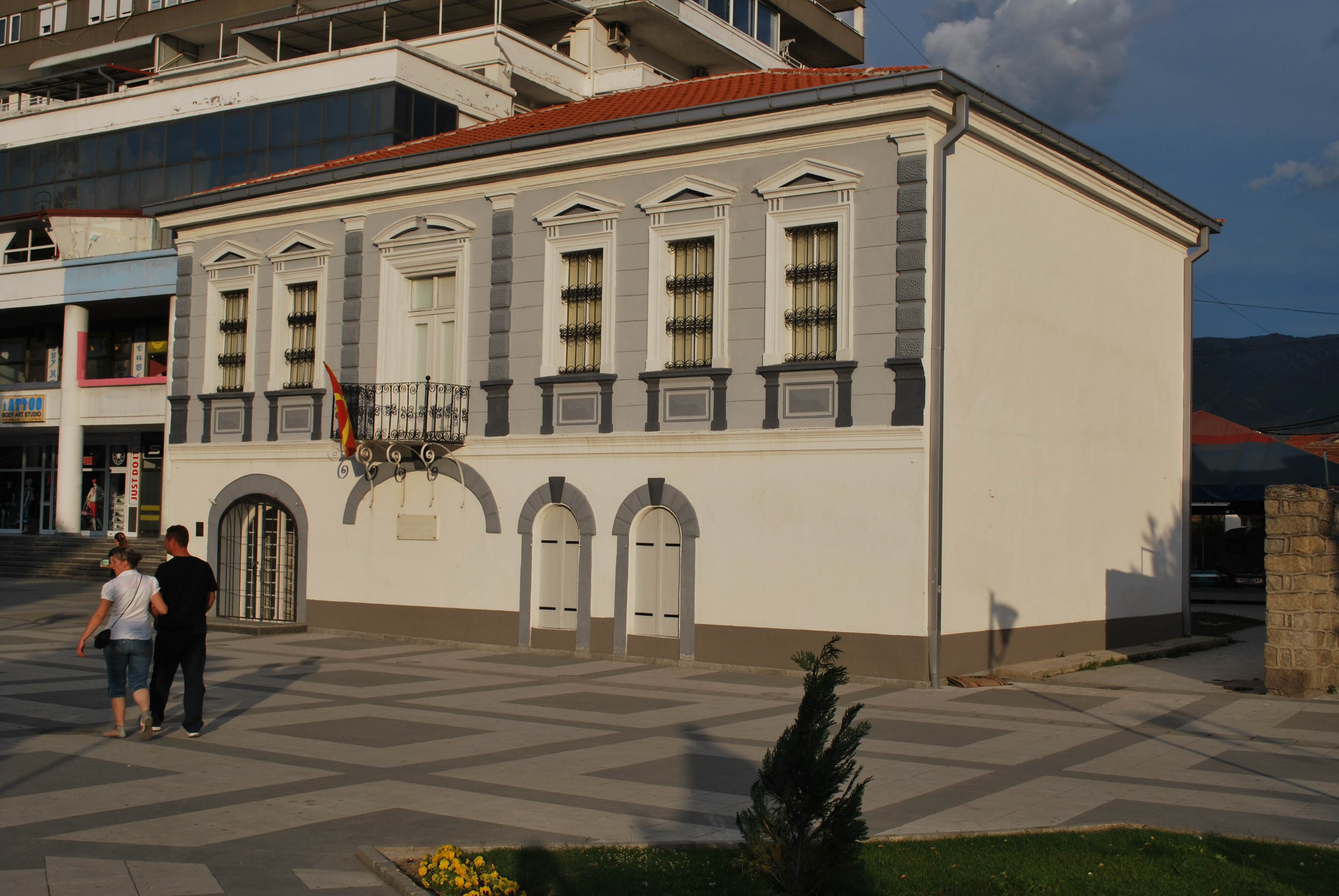
L'ancien poste de police bulgare de Prilep a été attaqué par un détachement de partisans le 11 octobre 1941. Aujourd'hui, l'objet est un musée commémoratif. En fait, la seule victime de l'attaque, célébrée comme le jour du soulèvement macédonien contre les fascistes bulgares, était un homme local enrôlé dans la police bulgare[Cit. 3].
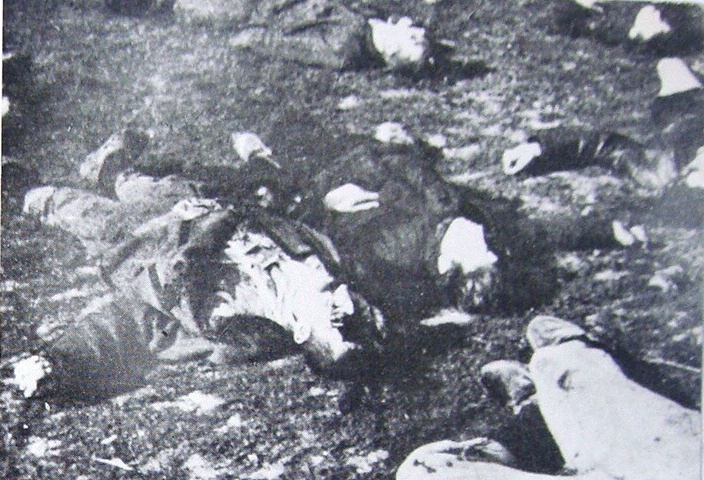
Les historiens macédoniens ont accusé les forces bulgares de plusieurs atrocités, comme le massacre de 12 jeunes civils dans le village de Vataša. Cependant, à l'exception d'une partie des soldats participants, le commandant était également local[Cit. 3],[21]. Toutefois, des atrocités similaires ont également été commises dans les territoires bulgares d'avant-guerre[55].
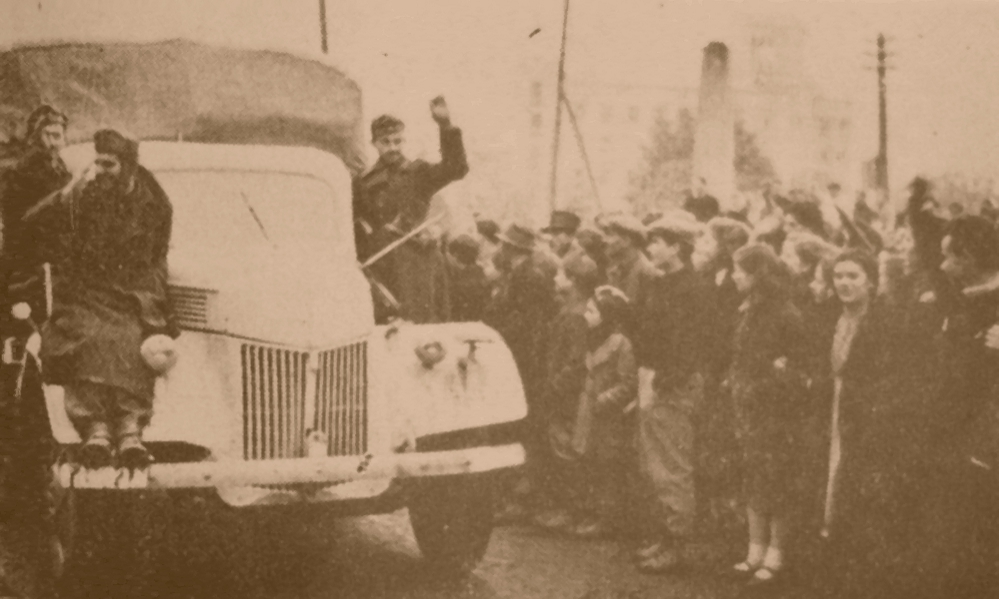
Les forces bulgares entrent dans Skopje en novembre 1944 après avoir expulsé les Allemands de la ville[Cit. 3]. Des sources macédoniennes affirment qu'aucune troupe bulgare n'a participé à la capture de la ville, même en tant qu'observateurs.[21],[55] Des sources bulgares affirment avoir saisi la ville[56].
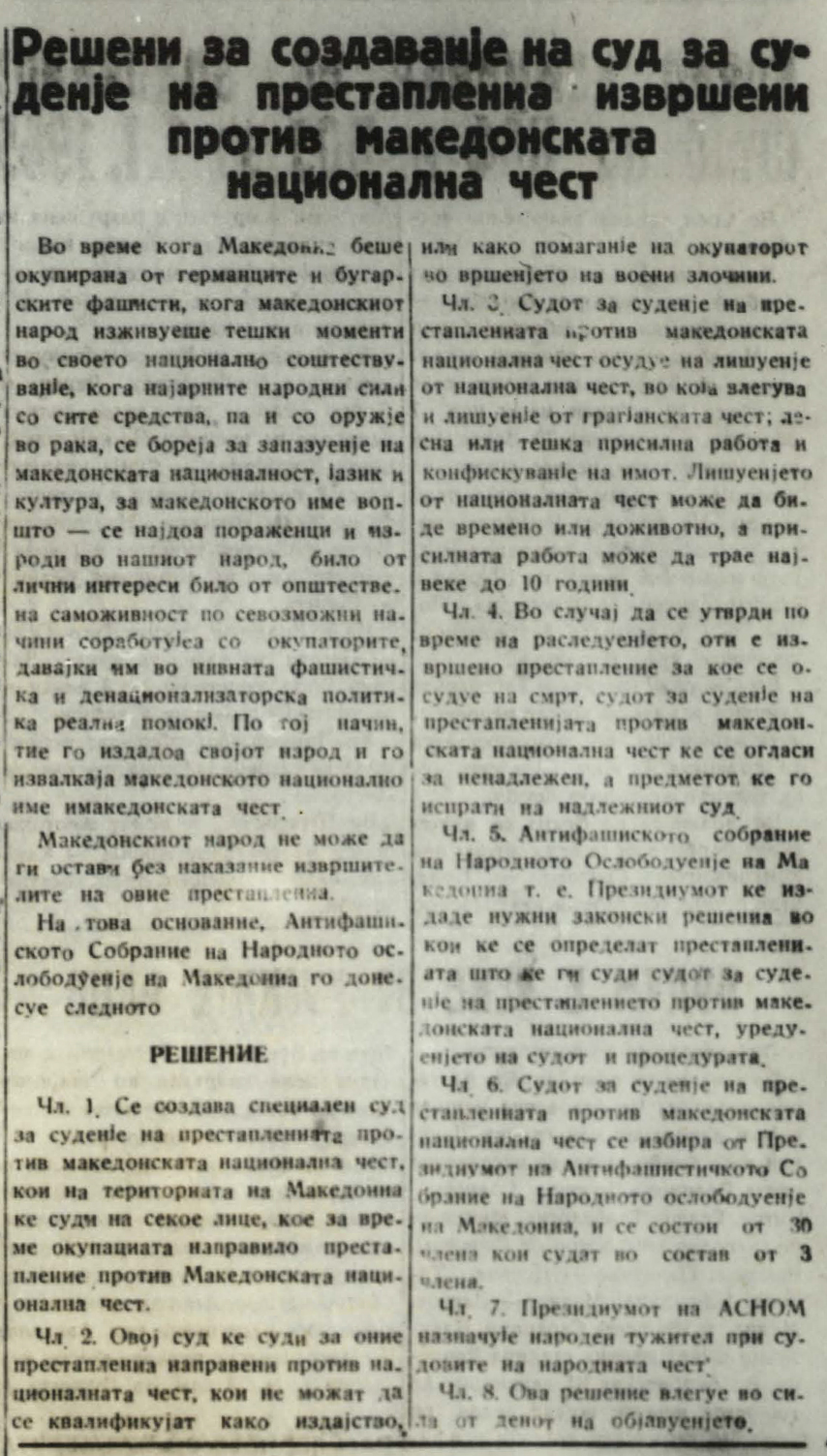
Statut de la Cour pour la protection de l'honneur national macédonien de janvier 1945. Des dizaines de milliers d'éléments pro-bulgares ont été emprisonnés, persécutés, réprimés, etc. pour des violations de cette loi, et plus de 1 000 ont été tués en 1945[Cit. 3],[21]. Le silence règne toujours sur cette cour et son activité en Macédoine du Nord.

### Citations
1. ↑  « En tout cas, le début de la direction nationale-historique active avec les "chefs-d'œuvre" historiques, qui était pour la première fois possible en 1944, s'est développé en Macédoine beaucoup plus difficilement que ce n'était le cas avec la création des nations voisines des Grecs , Serbes, Bulgares et autres au XIXe siècle. Ces voisins ont presque complètement « pillé » les événements historiques et les personnages de la terre, et il ne restait plus que des débris pour la nation tardive. l'histoire pillée » ont été restitués, et une seconde était qu'une tentative a été faite pour faire des débris un élément fondamental d'une histoire autochtone. Cela a abouti à une longue phase d'expérimentation et de révision, au cours de laquelle l'influence d'instances non scientifiques a augmenté. Ce lien spécifique de la politique avec l'historiographie en République socialiste de Macédoine... était qu'il s'agissait d'un cas de dépendance mutuelle, c'est-à-dire d'influence entre la politique et la science historique, w ici les historiens n'ont pas simplement le rôle de greffiers obéissant aux ordres. Pour leur influence politique importante, ils ont dû payer le prix de la rigidité de la science... Il n'y a pas de cas similaire de dépendance mutuelle de l'historiographie et de la politique à un tel niveau en Europe de l'Est ou du Sud-Est. »— Troebst 2003, p. 6
2. ↑  « Le passé a été systématiquement falsifié pour cacher le fait que de nombreux « Macédoniens » éminents s'étaient supposés être bulgares, et des générations d'étudiants ont appris la « pseudo-histoire » de la « nation macédonienne. » »Pour en savoir plus : (en) Leslie Benson, Yugoslavia : A concise history [« Yougoslavie : une histoire concise »], Palgrave Macmillan, 2003, 2e éd. (1re éd. 2001) (ISBN 1403997209, OCLC 1205502529), p. 89.
3. 1 2 3 4 5 6  « The dogma of Macedonian historiography is that it was an ‘ethnic Macedonian’ organisation and the acronym IMARO has been routinely abbreviated in Macedonian historiography to IMRO to avoid difﬁcult questions about the presence in the same organisations of people nowadays described as ‘ethnic Macedonians’ from geographic Macedonia – together with ‘ethnic Bulgarians’ from the Vilajet of Adrianople. In this cases a present-day reality is projected wholesale into the past. »— Drezov 1999, p. 55
4. ↑  « Par exemple, la plus récente « Histoire du peuple macédonien » publiée par l'Institut d'histoire nationale en 2009, soutient que lors de l'interaction des Slaves immigrés et des anciens Macédoniens indigènes, les caractéristiques anciennes ont prévalu et ont défini le développement de la région (Ĉepreganov et al.). Cela ressemble à une révision majeure de la position de l'Institut, qui depuis sa fondation, avait soutenu qu'après la Grande Migration, les Slaves ont imposé leur culture dans les nouvelles terres, donc la culture macédonienne était slave. Mitko Panov, le principal auteur des chapitres sur l'histoire ancienne et médiévale, a publié une série d'articles (« Antiĉkite Makedonci » ; « Vizantiskiot kontinuitet ») déclarant que les anciens Macédoniens « ont continué à exister en tant que peuple, préservant ses caractéristiques ethniques et ses traditions. » même à l'époque de la Grande Migration, qui a influencé « l'auto-identification » des Slaves immigrés, voire toute la culture byzantine. Il a soutenu que la « tendance politique de l'historiographie en RSFY basée (. . .) sur les relations entre Belgrade et Athènes » a produit une ignorance envers la continuité évidente des anciens Macédoniens (Panov, « Antiĉkite Makedonci ») »— Vangeli 2011, p. 20
5. ↑  « La langue nationale, la littérature nationale, l'histoire nationale et l'église nationale n'étaient pas disponibles en 1944, mais elles ont été accomplies en peu de temps. L'idiome régional slave du sud-est de la région de Prilep-Veles a été codifié comme l'écriture, normée orthographiquement à l'aide de l'alphabet cyrillique, et immédiatement repris par les médias nouvellement créés. Et depuis, le peuple rafistolait l'histoire nationale. Ainsi, ils forment plus un concept "ethnique" que politique de nation. » Pour en savoir plus, voir : (en) « One Macedonia With Three Faces: Domestic Debates and Nation Concepts », Intermarium, Columbia University, vol. 4, no 3,‎ 2000-2001.